# Proudnický rybník
Proudnický rybník o rozloze vodní plochy 41,4 ha se nalézá na západním okraji obce Hradišťko II, 4 kilometry jihozápadně od Chlumce nad Cidlinou, v okrese Kolín. Rybník má podkovovitý tvar a na jeho jižní straně se nalézá přírodní rezervace Louky u rybníka Proudnice. Potkat tu můžete skokana štíhlého, ropuchu obecnou, čejku chocholatou nebo břehouše černoocasého. Stáří rybníka je minimálně ze 17. století (rybník je zanesen v mapách 1. vojenského mapování z 18. stol.) a dochoval se záznam o zmínce rybníka z roku 1699, kdy byla založena osada Rozehnaly. Její obyvatelé měli povinnost chránit zařízení zabraňující úniku ryb proti proudu v chobotě Proudnického rybníka. V těsném sousedství rybníka býval zaniklý rybník Rutvas (cca 200 ha), který vyplňoval prostor mezi dnešním lesem a obcemi Kundratice, Bílé Vchynice a Tetov.
Rybník je využíván pro chov ryb a slouží též jako významné lokální biocentrum pro rozmnožování obojživelníků a též jako významná zastávka pro tah vodních ptáků.

## Turistika
K rybníku se lze dostat po silnici, která vede po severní straně rybníka z obce Hradišťko II do Žíželic.

## Galerie

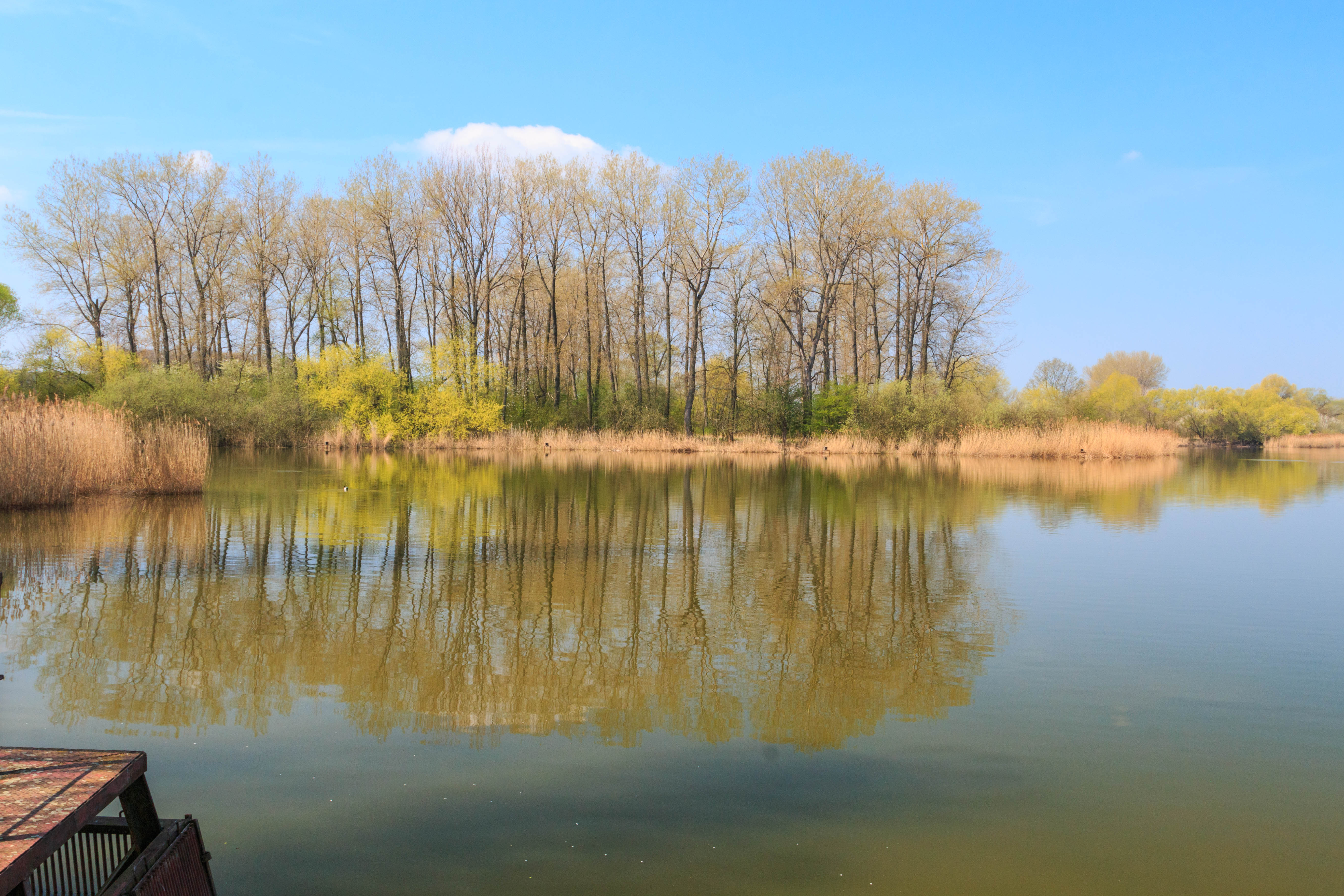
Pohledy na Proudnický rybník
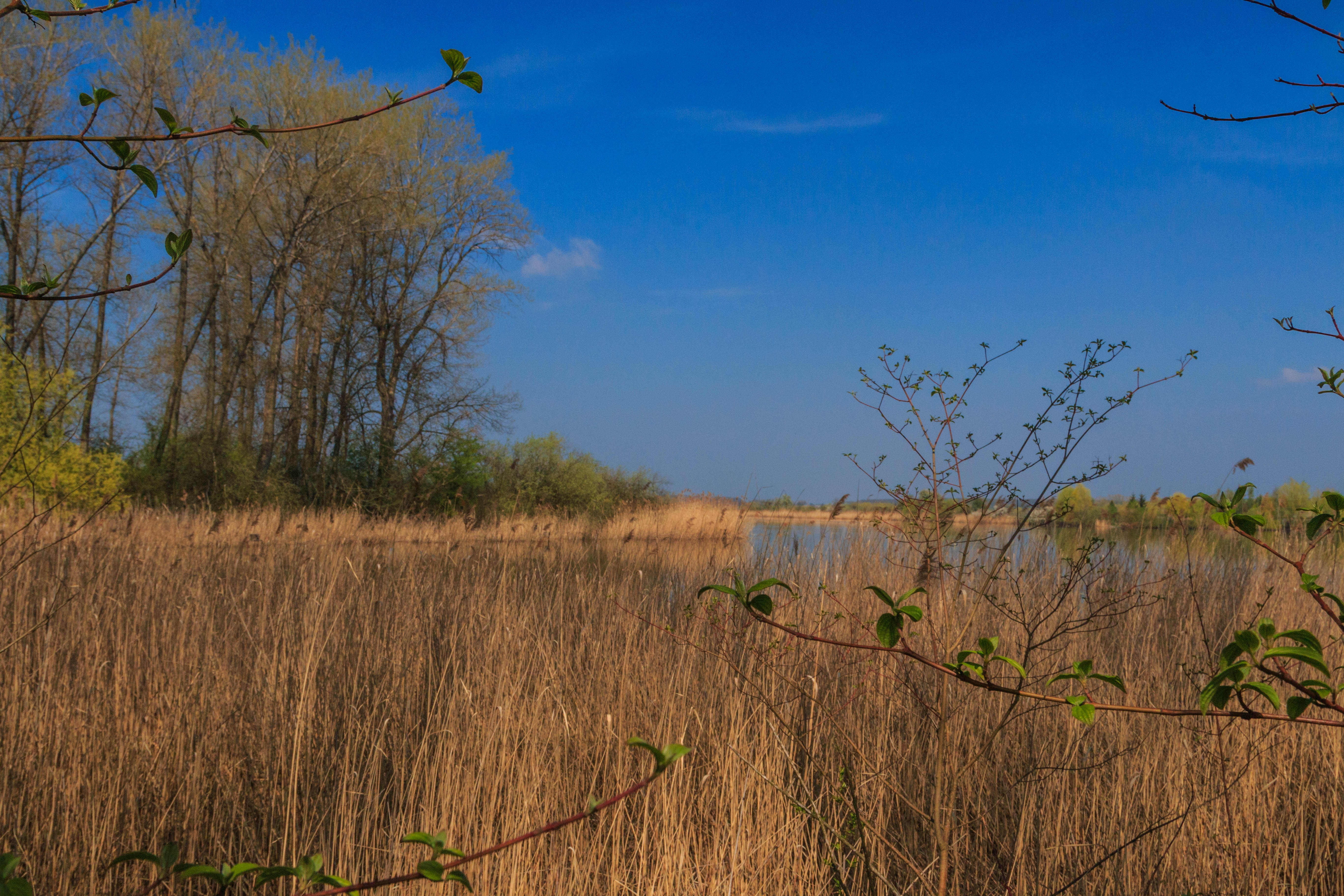
Pohledy na Proudnický rybník
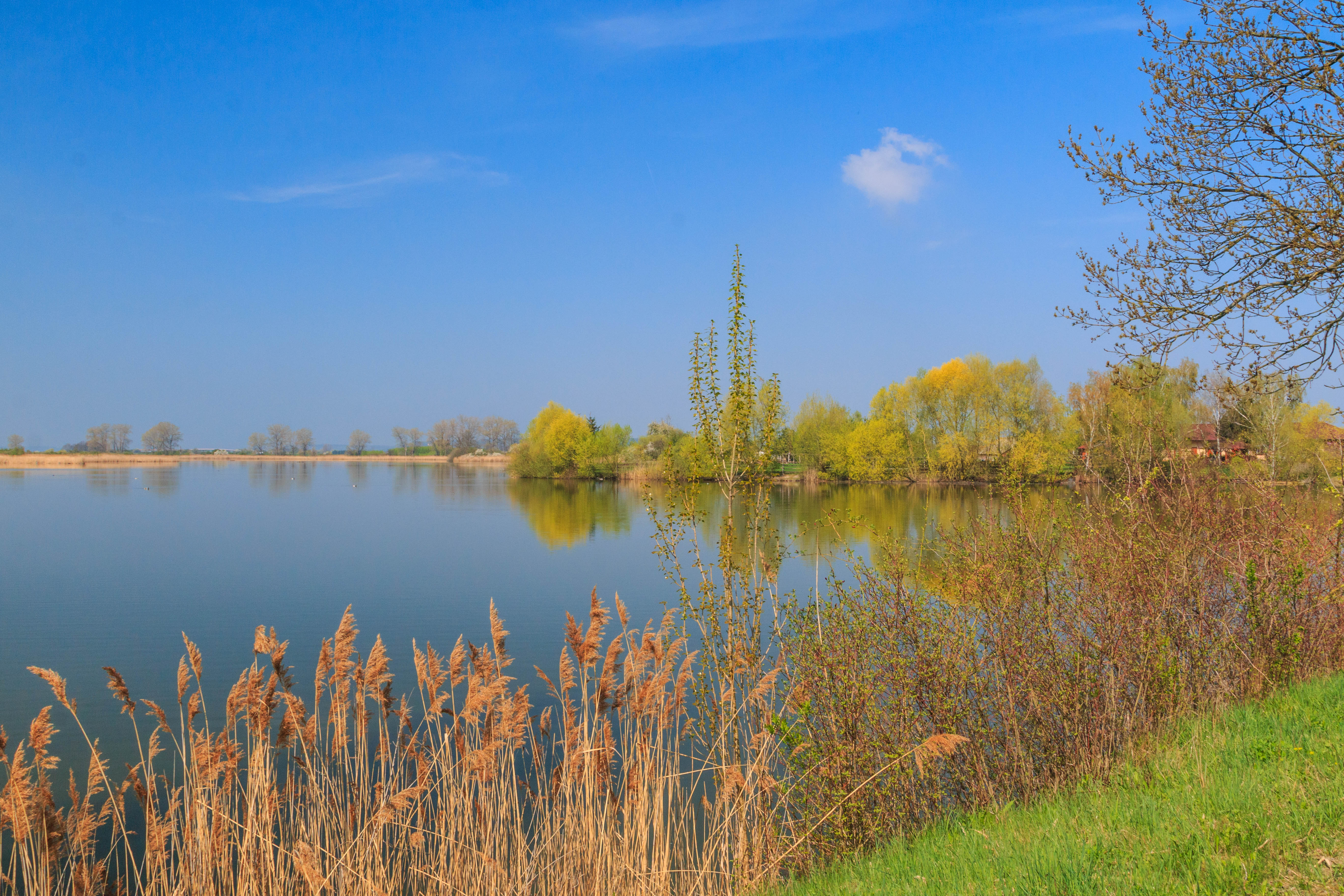
Pohledy na Proudnický rybník
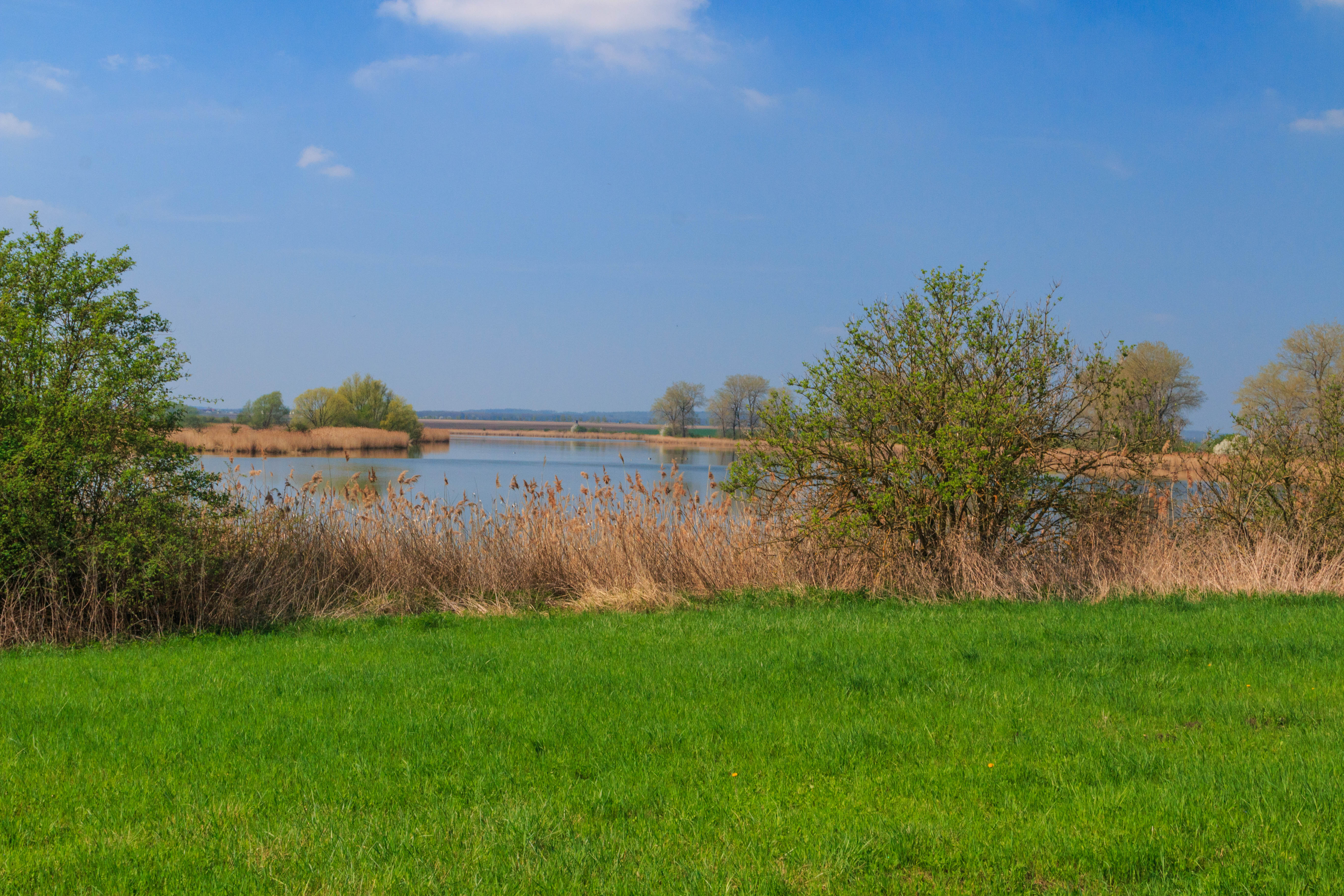
Pohledy na Proudnický rybník